# The Chronicle of Philanthropy
The Chronicle of Philanthropy è un mensile in lingua inglese dedicato al mondo della filantropia. Fondato nel 1988, è proprietà della testata giornalistica che pubblica la rivista e il sito di The Chronicle of Higher Education.
La versione online è aggiornata quotidianamente con i contributi di presidenti di organizzazioni caritatevoli, collaboratori delle fondazioni benefiche, persone impegnate nelle campagne di raccolta fondi e in attività filantropiche.
La rivista pubblica ogni anno la classifica The Philanthropy 400 che indica le prime 400 organizzazioni caritatevoli statunitensi per ammontare di fondi e donazioni complessivamente raccolti,, oltre alla The Philanthropy 50 relativi ai primi 50 benefattori d'America.
Uno studio del 2007 mostrò che le donazioni reali da parte delle celebrità erano di frequente sovradimensionate dalla stampa generalista.
Cinque anni dopo, un altro studio rivelò che il 4.2% delle donazioni proveniva da persone che avevano dichiarato redditi superiori ai 100.00 dollari, mentre la classe media con redditi fra i 50 e i 75.000 dollari aveva donato una quota media del 7.6%.